# Прогресс (Новокубанский район)
Прогре́сс — посёлок в Новокубанском районе Краснодарского края. Входит в состав Ковалевского сельского поселения.

## География

### Улицы
| - пер. 1-й, - пер. 2-й, - пер. 3-й, - ул. Баумана, - ул. Горбатко, - ул. Заводская, - ул. Зелёная, - ул. Красноармейская, - ул. Ленина, - ул. Мечникова, | - ул. Мира, - ул. Набережная, - ул. Новая, - ул. Первомайская, - ул. Светлая, - ул. Свободы, - ул. Советская, - ул. Фисенко, - ул. Школьная. |

## Население
| 2002 | 2010  |
| ---- | ----- |
| 2461 | ↗2503 |

## Спорт
Посёлок известен тем, что в нём базируется профессиональный клуб второго российского дивизиона (группа 1) «Биолог-Новокубанск», принимающий соперников на стадионе «Биолог» вместимостью 2300 зрителей.